# Lemula pilifera
Lemula pilifera là một loài bọ cánh cứng trong họ Cerambycidae.